# Nicolas de Lamoignon de Bâville
Marchese Nicolas de Lamoignon de Bâville (Parigi, 26 aprile 1648 – Parigi, 17 maggio 1724) è stato un magistrato francese.
Quinto figlio del primo presidente Guglielmo I de Lamoignon, ha servito prima con successo la professione di avvocato. Divenne consigliere del parlamento di Parigi nel 1670, maestro di richieste nel 1675, poi seguì la carriera amministrativa, e fu nominato intendente della Languedoc.
Mostrò contro i protestanti, dopo la revoca dell'Editto di Nantes, uno zelo ardente: fu anche accusato di crudeltà. Nelle sue memorie, Saint-Simon, che ne parla diverse volte, disegna un ritratto poco lusinghiero dello spietato avvocato in Linguadoca.
Ma viene mostrato un aspetto totalmente diverso nelle Memorie della storia della Linguadoca, che Lamoignon ha composto su ordine di Luigi XIV per l'istruzione del duca di Borgogna (1698), in cui afferma che la violenza non può essere fatale per il cristianesimo. Queste memorie sono state stampate nel 1734.